# Basinkomst i Italien

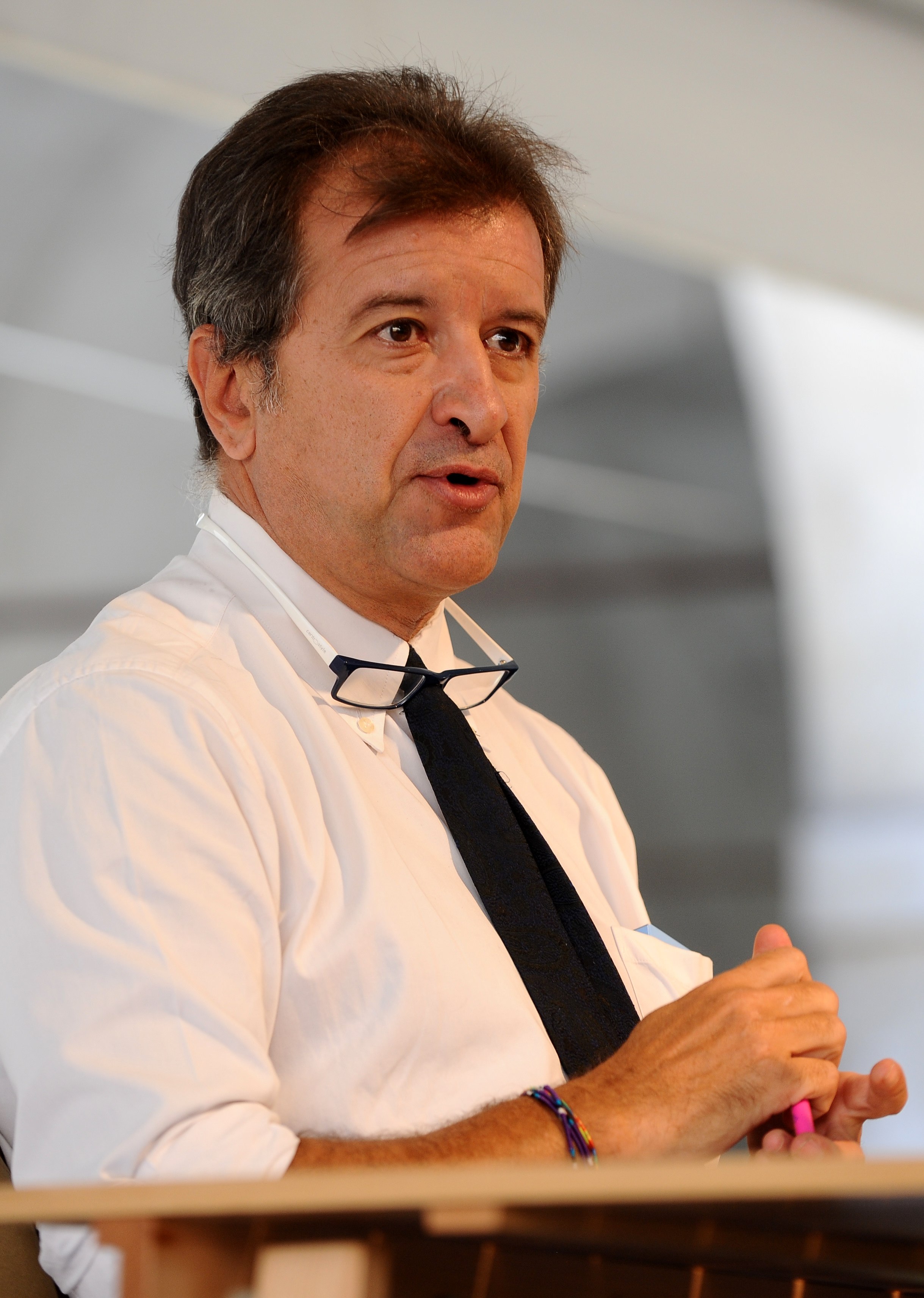
Andrea Fumagalli, italiensk ekonom och basinkomstförespråkare under litteraturfestivalen Festivaletteratura i Mantua, 2012.

Basinkomst (italienska: Reddito di base) har debatterats i Italien åtminstone sedan senare delen av 1990-talet.. 2015 beslutade Basilicata, en region i södra Italien, om ett pilotprojekt med basinkomst. Under ett och ett halvt år ska 8000 fattiga familjer få basinkomst finansierad av royalty på regionens oljeutvinning. Huvudorganisationen för information och lobbying för basinkomst i landet är BIN Italy (Basic Income Network Italia).

## Historik
- 1997: Pamfletten "Ten thesis on citizenship income", av Andrea Fumagalli, publicerades av hemsidan ECN.org. Texten, som senare återpublicerades i boken Tute Bianche, redovisade en översikt över debatten om basinkomst i Italien. Debatten hade då, enligt Fumagalli, pågått i ett par år.[1]
- 2011: Bin Italy skriver ett öppet brev till premiärminister Mario Monti och ministern för "arbete och social policy" Elsa Fornero, i vilket de manar på regeringen att införa basinkomst. [2]
- 2012: Ett antal gräsrotsorganisationer och aktivister lanserade en basinkomstkampanj i juli. Kampanjen syftade till att få ihop 50.000 namnunderskrifter för att därigenom kunna presentera basinkomsten som ett medborgarinitiativ, och ytterst att det skall bli en lag.[3]
- 2015: Ett flertal organisationer, inklusive BIN Italy, samarbetar i en 100-dagarskampanj för en "värdighetsinkomst".[4] I juni hålls även en basinkomstkonferens i Florens, med Philippe Van Parijs och Yannick Vanderborght som huvudtalare.[5]. Den 26 mars får representanter för basinkomströrelsen tillfälle att tala inför Arbetskommissionen i den italienska senaten, en av de två kammarna i parlamentet, om möjligheten att införa en nationell garanterad minimiinkomst (GMI). Kommissionen hade då diskuterat detta under en tid och flera lagförslag i den riktningen hade stötts av olika partier. BIN Italy argumenterade för en basinkomst som är individuell och som ges till alla som bor i Italien och vars nivå är godtaglig enligt EU-regler. Bin Italy framhöll också att en sådan basinkomst skulle främja individuell autonomi och frihet, avseende personliga och professionella val i livet. [6]. Basilicata, en region i södra Italien, beslutade dessutom i slutet av året att 8000 fattiga familjer skulle få basinkomst finansierad av royalty på regionens oljeutvinning. Utbetalningen ska vara 500 euro per månad och pilotprojektet ska vara i ett och ett halvt år med början i februari 2016. Oljeutvinningen som sådan, och inkomsterna från den, är dock kontroversiella.[7]
- 2016: Den femtonde mars överlämnade en kampanjgrupp i Neapel 13.607 namnunderskrifter för införande av basinkomst till de lokala myndigheterna.[8]. Den 26 februari publiceras en artikel i den vänsterinriktade tidningen L’Unità, underskrivet av 59 akademiker, med krav på ett omedelbart införande av basinkomst i Italien. Merparten av de akademiker som skrev under artikeln var från italienska universitet, såsom University of Salerno, University of Modena, University of Madrid och University of Torino, men även Philippe Van Parijs (Belgien) och Karl Widerqvist (USA) skrev på.[9]
- BIN Italy ger ut boken "“Guaranteed income and technological innovation, between algorithms and robotics“. I boken ger femton olika författare sin syn på basinkomst, i synnerhet mot bakgrund av automatiseringen.[10]